# Wolfgang Martens (Philologe)
Wolfgang Martens (* 1. Dezember 1924 in Templin; † 2. Dezember 2000) war ein deutscher Philologe und Literaturhistoriker.

## Leben
Nach der Promotion zum Dr. phil. in Köln am 25. September 1952 und Habilitation an der FU Berlin am 5. Februar 1968 wurde er 1972 Professor für  deutsche Sprache und Literatur in Wien.

## Schriften (Auswahl)
- Die Botschaft der Tugend. Die Aufklärung im Spiegel der deutschen moralischen Wochenschriften. Stuttgart 1971, ISBN 3-476-00223-3.
- Literatur und Frömmigkeit in der Zeit der frühen Aufklärung. Tübingen 1989, ISBN 3-484-35025-3.
- Der redliche Mann am Hofe. Politisches Wunschbild und literarisches Thema im 18. Jahrhundert. Oldenburg 1993, ISBN 3-8142-0454-9.
- Der patriotische Minister. Fürstendiener in der Literatur der Aufklärungszeit. Weimar 1996, ISBN 3-412-09695-4.